# Kazimierz Wodzicki
Kazimierz Stanisław Michał Wodzicki (26. září 1816 Korzkiew – 20. října 1889 Olijiv) byl rakouský ornitolog a politik polské národnosti z Haliče, v 2. polovině 19. století poslanec Říšské rady.

## Biografie
Byl nejmladším synem hraběte Józefa Wodzického a hraběnky Petronelly Jablonowské. Studoval v Krakově a v zahraničí. Zaměřoval se na přírodní vědy, obzvláště ornitologii. Publikoval četné studie v němčině a polštině.
Po obnovení ústavní vlády se zapojil do politiky. Od roku 1861 byl poslancem Haličského zemského sněmu za velkostatkářskou kurii. Zemský sněm ho roku 1861 delegoval i do Říšské rady (tehdy ještě volené nepřímo) za Halič (kurie velkostatkářská). 11. května 1861 složil slib, rezignoval během II. zasedání sněmovny (1863–1864). K roku 1861 se uvádí jako statkář, bytem v Olijivě.